# Pietermaritzburg
Pietermaritzburg ou Pietermaritzburgo é a capital e segunda maior cidade da província de Cuazulo-Natal, na África do Sul. Foi fundada em 1838. Popularmente chamada de Maritzburg (ou Martizburgo, em português), e abreviada PMB, é a casa da Universidade de Cuazulo-Natal e a maior produtora de alumínio, madeira e produtos derivados do leite. Tem uma população entre 350 e 500 mil habitantes.

## História
A cidade foi fundada pelos Voortrekkers, após a derrota de Dingane na Batalha do Rio Vermelho, e foi capital da efêmera República de Natália. O Exército Britânico tomou Pietermaritzburgo em 1843. Tornou-se a sede da administração da Colônia de Natal com o primeiro governador-tenente, Martin West. Em 1910, quando a União da África do Sul foi formada, Natal tornou-se província da União, e Pietermaritzburgo permaneceu a capital. 

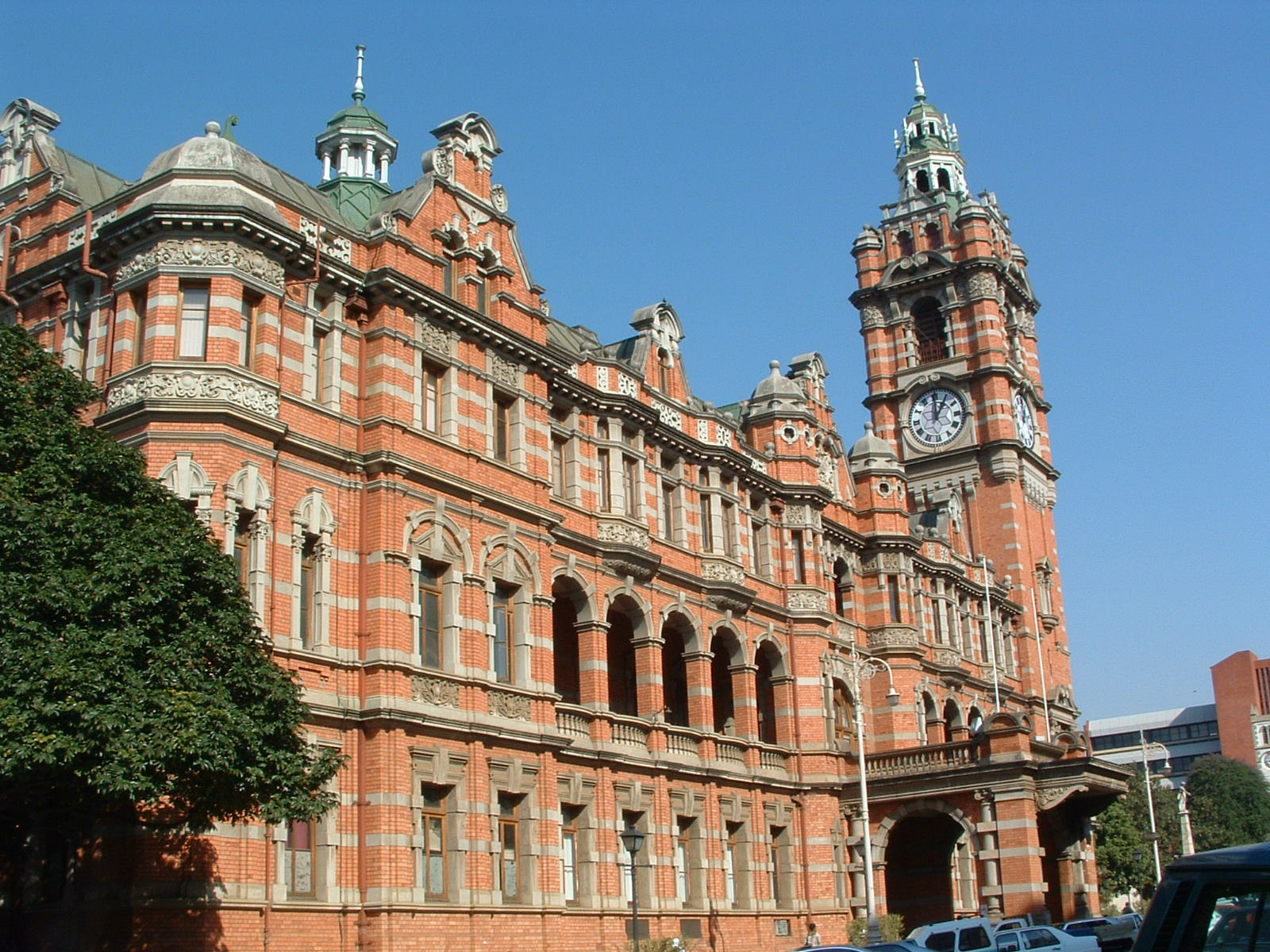
O prédio da municipalidade, construído em 1893 e destruído por um incêndio dois anos depois. Foi reconstruído em 1901.

Durante o apartheid, a cidade foi segregada em várias seções. 90 % da população hindu foi removida para o subúrbio de Northdale enquanto os habitantes zulus foram levados para a cidade de Edendale.
A Universidade de Natal (Natal University College) foi fundada em 1910 e estendeu-se a Durban em 1922. Os dois campus foram incorporados a Universidade de Natal em Março de 1949. Tornaram-se importantes vozes na luta contra o apartheid, e foi uma das primeiras universidades no país a oferecer educação para estudantes negros. 
Pietermaritzburgo também ficou famosa por causa de um incidente na vida de Mahatma Gandhi, quando foi expulso de um trem por recusar a sentar-se na terceira classe porque um homem europeu não tinha lugar, apesar de Gandhi apresentar uma passagem válida. O incidente inspirou Gandhi a começar sua luta contra a discriminação dos indianos na África do Sul. Hoje, uma estátua de bronze de Gandhi encontra-se na "Rua da Igreja" no centro da cidade. 